# فرنتس سوسا
فرنتس سوسا (مجاری: Ferenc Szusza; ۱ دسامبر ۱۹۲۳ – ۱ اوت ۲۰۰۶) بازیکن و مربی فوتبال اهل مجارستان بود.
از باشگاه‌هایی که در آن مربی‌گری کرده‌است می‌توان به  باشگاه فوتبال دیوری ای‌تی‌او، باشگاه فوتبال گورنیک زابژه، باشگاه فوتبال رئال بتیس و باشگاه فوتبال اتلتیکو مادرید اشاره کرد.
وی همچنین در تیم ملی فوتبال مجارستان بازی کرده‌است.